# Pietro Aretino
Pietro Aretino (Arezzo, 20. travnja 1492. – Venecija, 21. listopada 1556.) bio je talijanski književnik.
Proslavio se kao pisac duhovitih, raskalašenih komedija, šokantnim dijalozima i razmatranjima o neobuzdanu renesansnom životu dvora, bordela, samostana i ulice, a ponajviše oštrim pamfletima uperenim protiv moćnika. Pisao je po narudžbi, za honorar, nemilosrdno nasrčući na pokazana protivnika. Kao preteča modernog novinarstva, nametnuo se javnosti lecima i satirama, cinično ucjenjujući i besramno laskajući. Pape, moćnici i najbolji umjetnici plaćali su njegovo pero. Ariosto ga je nazvao "bičem vladara", a sam je izjavljivao kako se s perom i listom papira ruga cijelom svemiru. 
Ostavio je šest knjiga pisama, satirične pjesme, opscene dijaloge kakvi su na primjer “Razgovori”, u kojima iskusna kurtizana poučava mladu rimsku prostitutku, zatim komedije “Dvorski posli”, ”Dvorski maršal”, ”Licemjer”, ”Talanta”, “Filozof” i jednu tragediju. Aretino je pisao mnogo, ali mu gotovo sva djela imaju prigodan karakter i neposredan praktičan cilj. 